# Einwohnerentwicklung von Zabrze

Stadtwappen

Dieser Artikel gibt die Einwohnerentwicklung von Hindenburg OS/Zabrze tabellarisch und grafisch wieder.
Am 31. März 2013 betrug die „Amtliche Einwohnerzahl“ für Zabrze 170.263. Die höchste Einwohnerzahl hatte Zabrze nach Angaben der GUS im Jahr 1991 mit 205.789 Einwohnern.

## Einwohnerentwicklung

Einwohnerentwicklung von 1939 bis 2014

- 1939 – 126 220
- 1946 – 104 184 (a)
- 1950 – 172 355 (a)
- 1955 – 182 762
- 1960 – 190 049 (a)
- 1961 – 193 500
- 1962 – 196 900
- 1963 – 199 400
- 1964 – 200 000
- 1965 – 198 538
- 1966 – 196 700
- 1967 – 198 700
- 1968 – 199 800
- 1969 – 199 900
- 1970 – 197 840 (a)
- 1971 – 196 233
- 1972 – 197 500
- 1973 – 201 200
- 1974 – 202 009
- 1975 – 203 683
- 1976 – 204 200
- 1977 – 204 000
- 1978 – 195 200 (a)
- 1979 – 195 000
- 1980 – 196 028
- 1981 – 196 841
- 1982 – 195 768
- 1983 – 196 445
- 1984 – 197 989
- 1985 – 198 404
- 1986 – 198 868
- 1987 – 199 441
- 1988 – 201 900 (a)
- 1989 – 203 367
- 1990 – 205 029
- 1991 – 205 789
- 1992 – 203 524
- 1993 – 203 950
- 1994 – 201 838
- 1995 – 201 302
- 1996 – 201 122
- 1997 – 200 976
- 1998 – 200 177
- 1999 – 199 153
- 2000 – 197 910
- 2001 – 196 465
- 2002 – 194 638 (a)
- 2003 – 193 665
- 2004 – 192 546
- 2005 – 191 247
- 2006 – 190 110
- 2009 – 187 700
- 2011 – 181 100
- 2012 – 179 861 (30. Juni)[1]
- 2013 – 170 263 (31. März)[2]

a = Volkszählungsergebnis

## Stadtfläche
- 1995 – 80,47 km²
- 2006 – 80,40 km²